# 川上米男
川上 米男（かわかみ よねお、1904年11月29日 - 1990年2月25日）は、日本の実業家、技術者である。長府製作所の実質的創業者であり、同社の社長と会長を歴任した。

## 経歴
1904年に福岡県久留米市に生まれる。第七高等学校（旧制）を経て、1928年3月九州帝国大学農学部を卒業する。
卒業後、農林省に入省し、農業試験場で農機具の試験などを行った。1946年山口県農業会長府工場の製造部長に就任する。8カ月ほどで見切りをつけたが、1949年山口県経済連（旧山口農業会）長府工場の再建を依頼され工場長として復帰し、以降実質的な経営者となる。
1954年長府工場が「株式会社長府製作所」へ改組後、専務取締役に就任する。1969年12月代表取締役社長に就任し、農機具メーカーからボイラーメーカーへ変身させた。1987年3月14日代表取締役会長に就任し、後任社長には福積忠男常務を三男の川上健三専務を飛び越えて抜てきした。このことについては、「経営に私情はまじえられない。厳しい時代だから、その時点その時点で最良の人材を選ぶべきだ」と述べた。
1990年2月25日午前9時47分、肺がんのため山口県下関市の病院で死去、85歳。

## 略歴
- 1954年（昭和54年）7月 - 株式会社長府製作所専務取締役[7]
- 1969年（昭和44年）12月 - 代表取締役社長[7]
- 1987年（昭和62年）3月 - 代表取締役会長[7]

## 親族
- 三男は、元専務取締役の川上健三[1]。
- 四男は、現代表取締役会長の川上康男[8]
- 社長と会長を務めた福積忠男は女婿にあたる[1]。

## 関連書籍
- 川上米男（著）『中小企業の生きる道』産業能率短期大学出版部、1975年1月1日。
- ダイヤモンド社（編）『0の決断 : 川上米男物語』ダイヤモンド社、1979年10月1日。